# 里昂大学
里昂大学是位于法国里昂的一所综合性研究型大学。该校始建于1896年，历史最早可追溯到创建于1808年的自然科学院，是法国东南部最大的高等学府，法国政府“卓越大学计划”（IDEX）高校。学历史上多位诺贝尔奖得主以及一大批杰出人才。
里昂大学下轄11所大學和法国国家科学研究中心（里昂地区），拥有17所博士生院，这些机构承担了里昂大学主要的教学、及科研任务。里昂大学在自然科学、生命科学、社会学、人文和法学等领域声名卓著。

## 历史发展

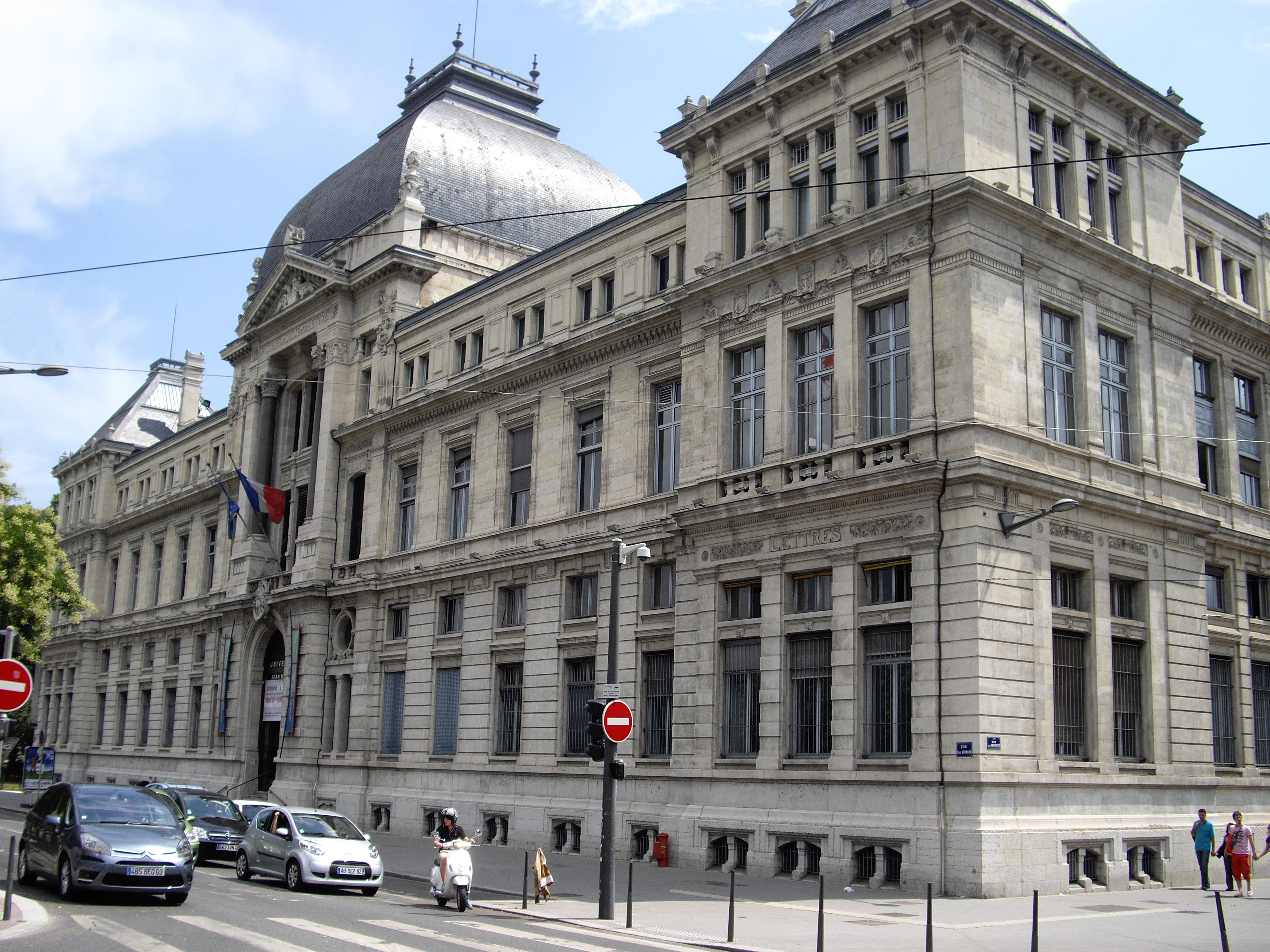
里昂大学

十三世纪时，一些法国大城市（巴黎、图卢兹、蒙彼利埃）都已经拥有大学，1789年法国大革命前，法国已有有22所大学。里昂市尽管已拥有1500年创立的医学院、1756年创立的绘画学院（1848年成为国立美术学院）、1761年创立的里昂兽医学院，但里昂大学的成立较晚些，大学的学院是在17世纪后创建的。
1833年，科学系诞生（Faculté des Sciences de Lyon）。
1838年，文学院成立（Faculté des Lettres de Lyon）。
1839年，神学院成立（Faculté de Théologie de Lyon），1885年后成为天主教学院。
1875年，根据法兰西第三共和国第二任总统麦克马洪法令，成立法学院（Faculté de Droit）。
1877年，医学院成立（Faculté de Médecine）。
1896年7月10日，里昂大学（Université de Lyon）成立，大学汇集了科学、文学、医学和法律学院。同年，位于罗纳河左岸的里昂大学主楼建成，由时任法兰西第三共和国第六任总统弗朗索瓦·菲利·福尔召开竣工典礼。
1968年5月，法国爆发学生运动“五月风暴”，里昂大学被迫分裂为三所大学，其中科学系、医学和药学院组建为里昂第一大学；法律，文学和人文科学院组建为里昂第二大学；行政和管理，劳动和社会保障研究所、语言学系组建为里昂第三大学。
1995年以后，里昂学术委员会为了重整里昂大学在法国和欧洲的领先地位，对学校进行了持续的改革与重组，资源整合。
2007年，“里昂大学”（UdL）开始进行整合，建立里昂大学研究和高等教育集群（PRES），汇集了学院和旗下科研机构（含里昂高等师范学院、国立应用科学学院、中央理工学院、政治学院等）。
2015年2月，里昂大学再次汇集大学和研究机构，建立大学共同体（La communauté d'universités et établissements，COMUE）。根据法国2015年第127条法令（DÉCRET n°2015-127 du 5 février 2015），里昂大学负责和监管旗下所属机构，统一颁发学位、认证和监管等。
2017年2月，里昂大学入选法国政府 “卓越大学计划” (IDEX)，获得法国政府8亿欧元的建设经费，IDEX计划被视为法国高等教育近四十年来最大力度的改革之一，旨在建立五到七所具备国际竞争力的世界一流大学。根据法国政府“卓越大学计划” 要求，里昂大学旗下所属机构将于2020年1月进行全面合并。
里昂大学旨在推进里昂地区的高等教育和科研创新，成为欧洲乃至世界高等教育的模范。作为法国第二大教育和科学研究的核心，里昂大学现有在校生120000人，其中包括5000名博士生和12500名留学生，下设220个公共实验室，每年授予1000名博士学位。

## 机构设置

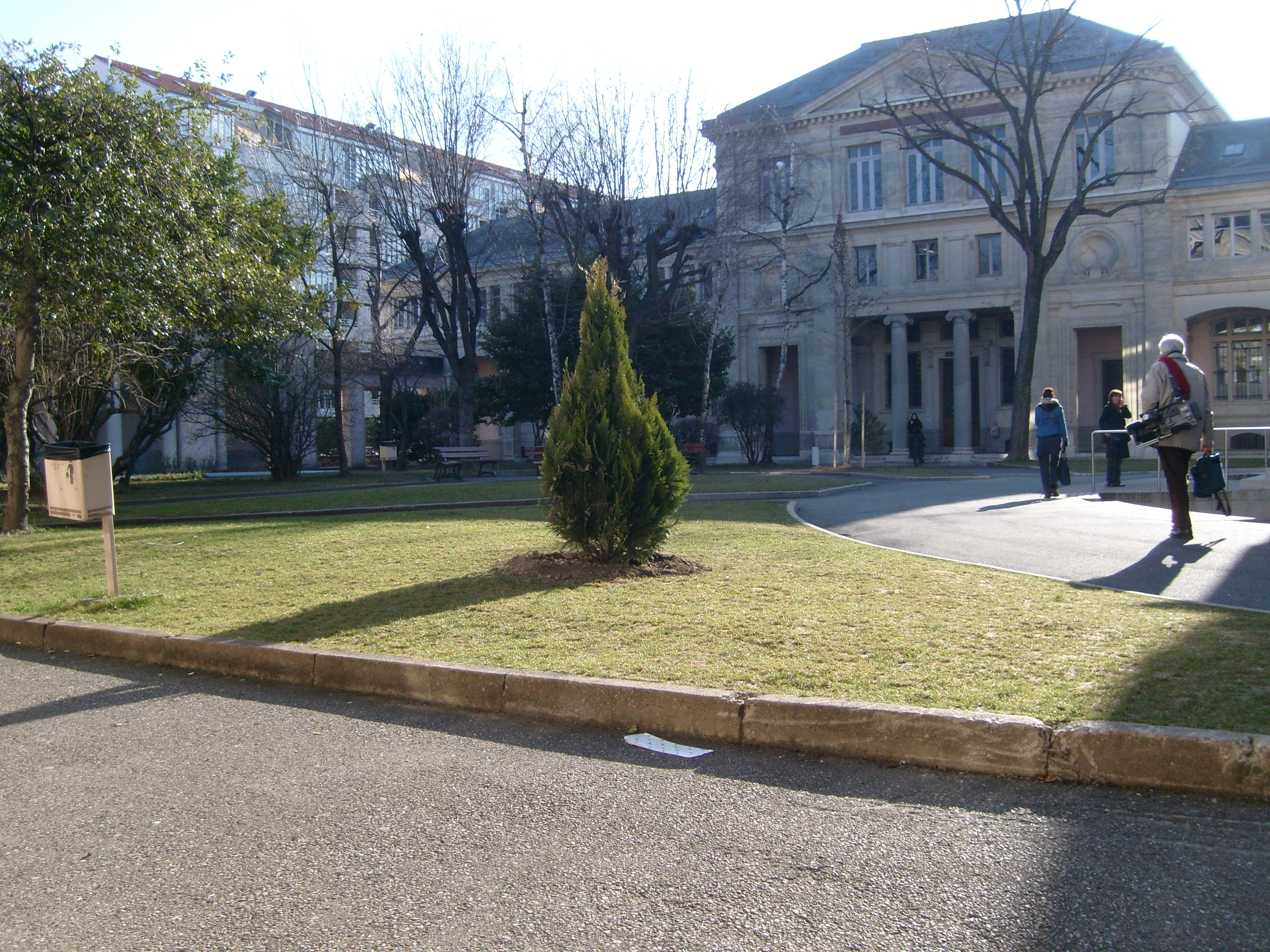
里昂大学

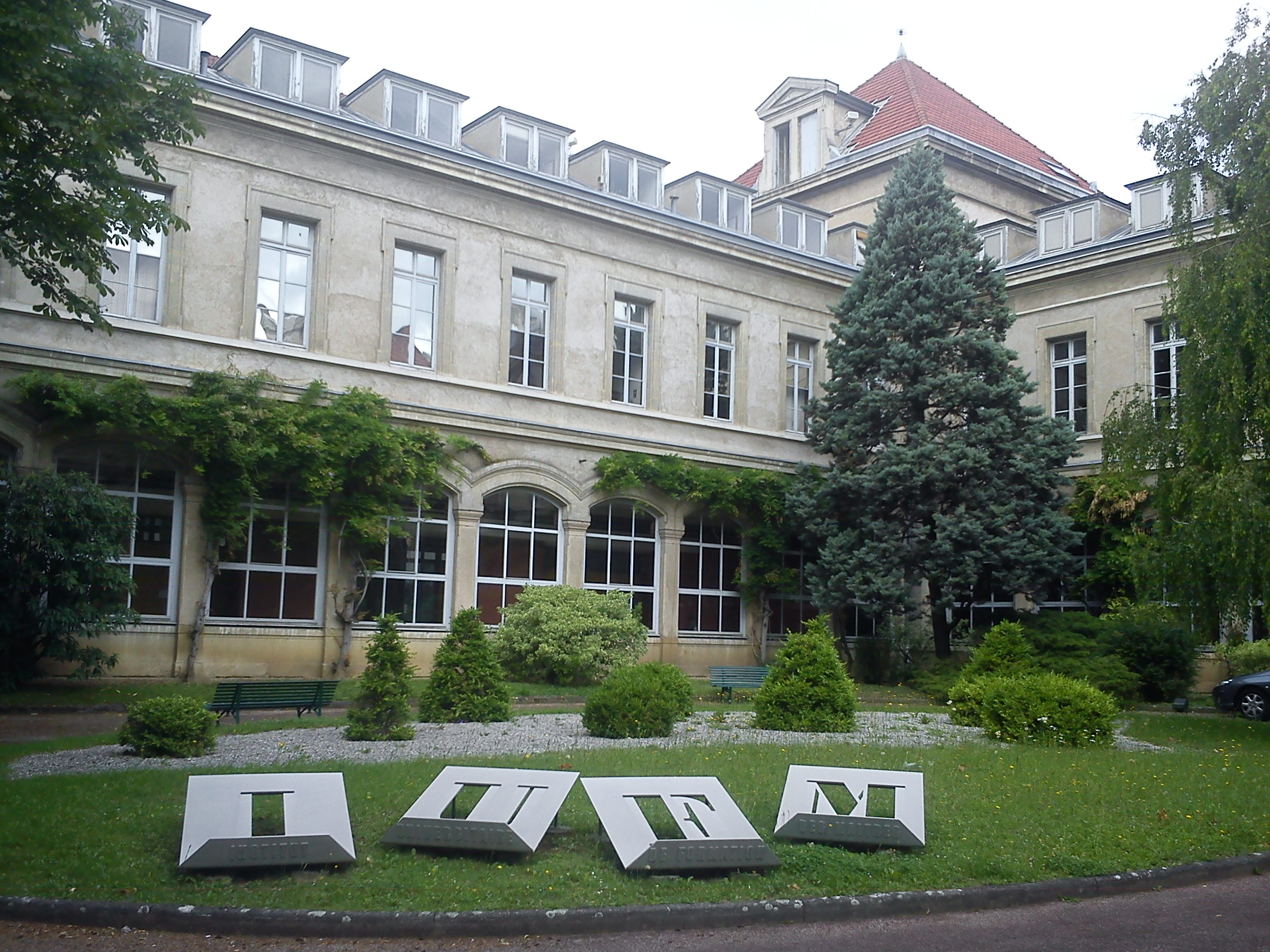

### 所属学院
- 里昂第一大学（Université Lyon 1）
- 里昂第二大学（Université Lyon 2）
- 里昂第三大学（Université Lyon 3）
- 圣艾蒂安大学（Université Jean Monnet）
- 里昂高等师范学院（École Normale Supérieure de Lyon）
- 里昂国立应用科学学院（Institut National des Sciences Appliquées de Lyon）(INSA)
- 里昂中央理工学院（École Centrale Lyon）
- 里昂政治学院（Sciences Po Lyon）
- 里昂农业工程学院（VetAgro Sup）
- 国家公共工程学校（École Nationale des Travaux Publics de l'État）(ENTPE)
- 圣艾蒂安国立工程师学院（École Nationale d'Ingénieurs de Saint-Étienne）(ENISE)
- 里昂高等化学物理电子学院（CPE Lyon）
- 里昂商学院（EM Lyon）
- 里昂化学纺织学院（ITECH）

### 科研组织
- 法国国家科学研究中心（CNRS）

## 博士生院
里昂大学共有17个博士生院（École Doctorale，简称ED），均隶属于法国高等教育和科研部。博士课题在指定博士生院内完成，博士生毕业时须完成论文及通过答辩，经博士生院批准后，获得法国国家博士文凭（Doctorat de l'Université de Lyon）。

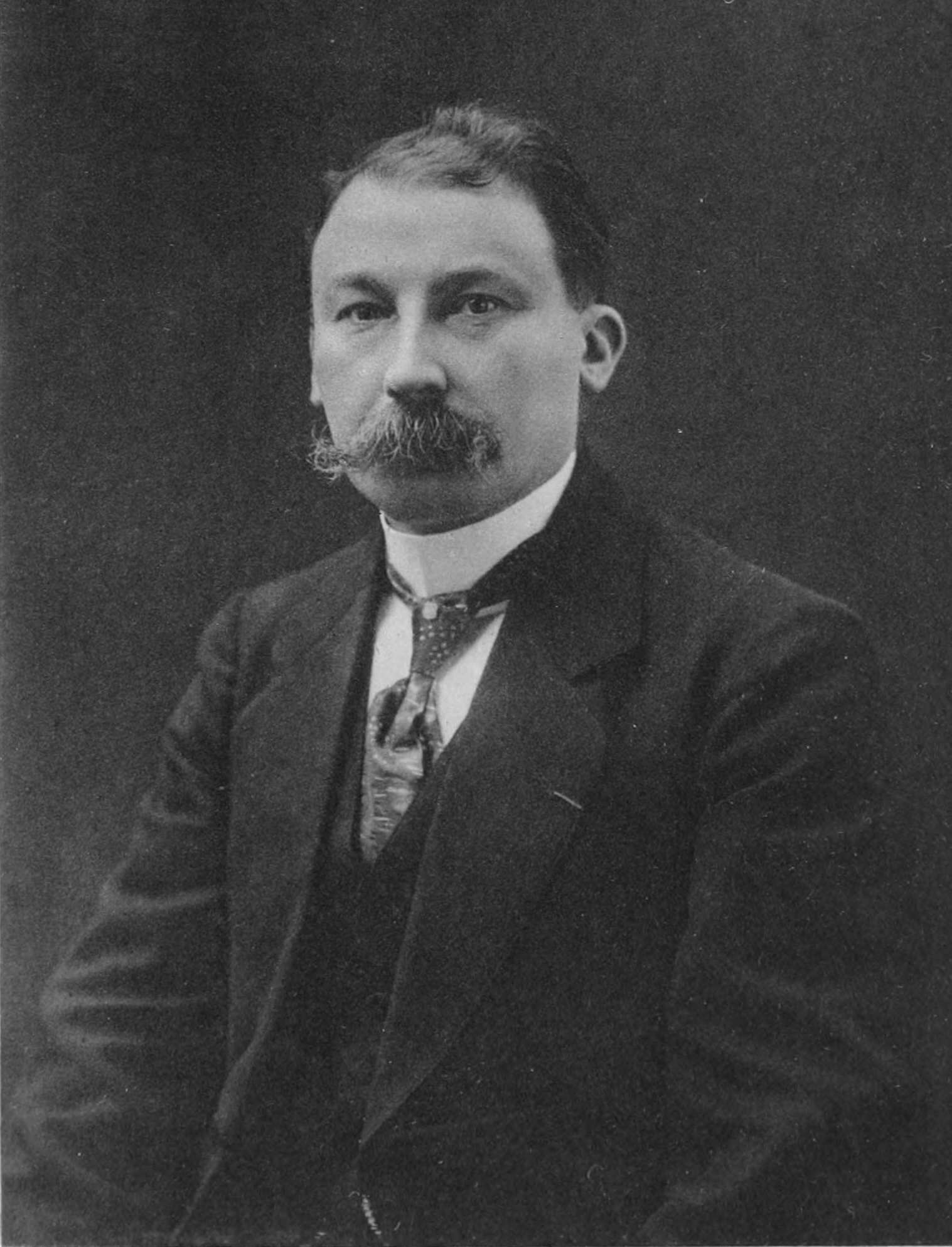
诺贝尔化学奖获得者-维克多·格林尼亚

### 自然科学领域
- 里昂材料学博士生院（ED Matériaux de Lyon）
- 里昂物理及天体物理学博士生院（ED Physique et Astrophysique de Lyon (PHAST)）
- 电子、电气及自动化博士生院（ED Electronique, Electrotechnique, automatique (EEA)）
- 化学、工艺及环境博士生院（ED Chimie, Procédés, Environnement）
- 机械、能源、土木工程及声学博士生院（ED Mécanique, Energétique, Génie civil et acoustique (MEGA)）
- 理学、工程学及医学博士生院（ED Sciences, Ingénierie, Santé (SIS)）
- 信息及计算科学博士生院（ED InfoMaths (Informatique et Mathématiques)）

### 生命科学领域
- 交叉科学及医学博士生院 （ED Interdisciplinaire Science et Santé (EDISS)）
- 分子生物学及细胞学博士生院（ED Biologie Moléculaire Intégrative et Cellulaire (BMIC)）
- 生物进化、生态系统、微生物及模拟博士生院（ED Évolution, Ecosystème, Microbiologie, Modélisation (E2M2)）
- 神经科学及认知学博士生院（ED Neurosciences et Cognition）

### 人文与社会科学领域
- 文学、语言、语言学、艺术博士生院 （ED Lettres, Langues, Linguistique, Arts (3LA)）
- 历史、地理、管理、城市规划、考古、政治学、社会学、人类学博士生院 （ED Histoire, géographie, aménagement, urbanisme, archéologie, sciences politiques, sociologie, anthropologie (ScSo)）
- 教育学、心理学、信息与传媒博士生院（ED Éducation, Psychologie, Information et Communication (EPIC)）
- 经济及管理学博士生院 （ED Sciences Économiques et Gestion (SEG)）
- 哲学博士生院 （ED Philosophie : Histoire, représentation, création）
- 法学博士生院 （ED Droit）

## 知名校友

### 诺贝尔奖得主
- 维克多·格林尼亚（François Auguste Victor Grignard，1871-1935）， 法国化学家，因发明了格氏试剂，获得1912年诺贝尔化学奖。
- 亚历克西·卡雷尔（Alexis Carrel，1873-1944），法国外科医生、生物学家。因为对于血管以及器官移植的研究，获得1912年诺贝尔生理学或医学奖。
- 海萨尼·亚诺什·卡罗伊（John Charles Harsanyi，1920-2000），经济学家，因对博弈论的研究及博弈论应用于经济学的贡献，获得1994年诺贝尔经济学奖。
- 伊夫·肖万（Yves Chauvin，1930-2015），法国化学家，因在烯烃复分解反应研究方面的贡献，获得2005年诺贝尔化学奖。